# London Transport Executive
London Transport Executive (LTE), coneguda com a London Transport, fou una organització responsable del transport públic a l'àrea del Gran Londres (Regne Unit) entre el 1948 i 1963. No s'ha de confondre amb la branca del consell del Gran Londres (Greater London Council) encarregada del transport entre 1970 i 1984.
L'organització fou creada per l'acta de 1947 Transport i va reemplaçar London Passenger Transport Board. La propietat era pública i formava part de la comissió del transport britànica British Transport Commission, això significa que era controlada per la mateixa direcció, per primer i últim cop, que British Railways.
| Precedit per: London Passenger Transport Board | London transport authority 1948–1963 | Succeït per: London Transport Board |